# Hilethera arabica
Hilethera arabica är en insektsart som beskrevs av Boris Petrovich Uvarov 1952. Hilethera arabica ingår i släktet Hilethera och familjen gräshoppor. Inga underarter finns listade i Catalogue of Life.